# 莫尔日上沃村
莫尔日上沃村（法語：Vaux-sur-Morges）是瑞士联邦西部法语区的沃州下设的一个镇。在行政上属于莫尔日区管辖。莫尔日上沃村的总面积为2.10平方公里。截至2010年底，总人口为168。

## 地理
莫尔日上沃村位于莱芒湖西北，南以莫尔日河为界。